# Florida East Coast Industries
Die Florida East Coast Industries (FECI) ist ein amerikanisches Holdingunternehmen, welches 1983 als Muttergesellschaft für die Bahngesellschaft Florida East Coast Railway gegründet wurde. Das Unternehmen hat seinen Sitz in Coral Gables.

## Geschichte
1895 wurde die Florida East Coast Railway von Henry M. Flagler gegründet. 1961 erwarb die von Edward Ball geführte St. Joe Paper Company die Kontrolle über die in Konkursverwaltung befindliche Bahngesellschaft. Fortan war das Unternehmen Teil des im Besitz der Alfred I. duPont Testamentary Trust befindlichen Mischkonzerns. Nach dem Tod von Edward Ball 1981 begann zaghaft eine Reorganisation des Unternehmens.
Die Florida East Coast Railway (FEC) besaß neben den für den Bahnbetrieb notwendigen Grundstücken viele weitere Flächen und Immobilien, unter anderem auch in innerstädtischen Lagen entlang der Ostküste von Florida. Das Immobiliengeschäft wurde in die neu gegründete Gran Central Corporation ausgelagert. Als Holding für die beiden Gesellschaften wurde zum 30. Mai 1984 die neu gegründete Florida East Coast Industries. Im Herbst 1999 veräußerte die St. Joe Company ihre 54 % Anteile an die eigenen Aktionäre. Damit war die FECI wieder unabhängig. Im Dezember 2003 wurde die 1999 ausgegründete Telekommunikationssparte EPIK Communications an Progress Telecom verkauft.
Im Mai 2007 wurde die FECI vom Investmentunternehmen Fortress Investment Group übernommen. Die Bahngesellschaft wurde daraufhin von der Holding abgespalten und 2017 an die mexikanische Bahngesellschaft Grupo México Transportes veräußert. Die Holding erhielt jedoch das Recht auf den Strecken der FEC Personenverkehr durchführen zu können. 2012 wurde das Unternehmen All Aboard Florida Inc. gegründet, dass seit 2018 unter der Markenbezeichnung Brightline eine Schnellverkehrsverbindung zwischen Miami und West Palm Beach anbietet.
2012 wurde außerdem das Unternehmen Parallel Infrastructure gegründet. Unternehmensziel war die Vermarktung der Wegerechte der Bahngesellschaft unter anderem für Telekommunikationleitungen. 2017 wurde dieses Unternehmen an Landlease verkauft.
Seit 2017 gehört Fortress Investment und somit auch die FECI zum japanischen Unternehmen Softbank.

## Tochterunternehmen
Bis zur Übernahme durch Fortress hatte die Florida East Coast Industries folgende wesentlichen Tochterunternehmen:
- Florida East Coast Railway
  - Railroad Track Construction Corporation
  - Florida East Coast Deliveries, Inc.
- FEC Highway Services, Inc.
  - Florida Express Logistics, Inc. – LKW-Transportunternehmen
- Flagler Transportation Services, Inc.
- Flagler Development Company (vorher Gran Central, vorher Commercial Realty & Development)
  - Flagler Development Realty, Inc.
  - FDC Land Holdings, LLC
- EPIK Communications (FEC Telecom) (1999–2003)

Zum Jahresanfang 2019 bestand das Unternehmensportolio aus:
- All Aboard America Inc (Brightline)
- Flagler Global Logistics
- Flagler Development

## Unternehmensleitung
- 30. Mai 1984–Mai 1997: Winfred L. Thornton (Chief Executive Officer, Chairman of the Board, Präsident bis 1992)
- Mai 1997–1999: Carl F. Zellers Jr. (CEO, Chairman, Präsident seit 1992)
- 1999–28. März 2005: Robert W. Anestis (CEO, Chairman, Präsident)
- 28. März 2005–Dezember 2007: Adolfo Henriques
- 2011–13. Juni 2017: Vincent Signorello (Präsident seit April 2009)
- Juli 2017–Juni 2018: Mike Reininger (als Executive Director)
- seit Dezember 2018: Kolleen O.P. Cobb (als Chief Administrative Officer)

## Unternehmenssitz
- 1984–2007: St. Augustine
- seit 2007: Coral Gables